# Porosaari (ö i Kilpisjärvi och Alajärvi, Enontekis)
Porosaari, enaresamiska: Boazosuolu, är en ö i Finland. Den ligger i sjön Kilpisjärvi och Alajärvi och i kommunen Enontekis i den ekonomiska regionen  Fjäll-Lappland  och landskapet Lappland, i den norra delen av landet, 1 000 km norr om huvudstaden Helsingfors. Öns area är omkring 290 kvadratmeter och dess största längd är 20 meter i nord-sydlig riktning.